# 弓木町
弓木町（ゆみのきちょう）は兵庫県神戸市灘区の町名の一つで、同区東部、徳井字弓ノ木から命名された。郵便番号：657-0026。（地図 - Google マップ）

## 地理
東は石屋川を挟み御影、南はJR東海道本線を挟み大和町、西は高羽川を挟み永手町、北は山手幹線を挟み高徳町。東から順に一～五丁目がある。神戸市交通局石屋川営業所を有する。

## 歴史
町名の由来は旧小字弓ノ木から。弓ノ木は古くは「弓木」とあり、『神戸の町名』ではユミキをイミキの転訛だと仮定して、八色の姓の内の第四位「忌寸（いみき）」であると仮定して、『続日本紀』に見える「摂津国造従七位凡河内忌寸岩麻呂（おおしこうちのいみきいわまろ）」の名が見える事や石屋川を隔てた御影の綱敷天満神社と結びつけている。また、旧・篠原村にも弓ノ木があった事を挙げ川辺賢武の「マユミなど弓を作る材料にする木がたくさんあったから」か「神木を意味する“忌みの木”のこと」かという説を挙げているが、決め手はないとする。

## 人口統計
令和2年国勢調査（2020年10月1日）における世帯数690、人口1,141で内男性592人・女性549人。